# The Long Black Veil
Albums de The Chieftains
The Celtic Harp: A Tribute To Edward Bunting
(1993) Film Cuts
(1996)
The Long Black Veil est le vingtième album studio du groupe folk irlandais The Chieftains, sorti en 1995.

## Présentation
L'album est classé premier au Billboard en 1995 dans la catégorie Top World Music Albums.
Il est enregistré avec la collaboration de nombreux artistes: Sting, Mick Jagger et  The Rolling Stones, Sinéad O'Connor,  Van Morrison, Mark Knopfler, Ry Cooder, Marianne Faithfull et Tom Jones.

## Titres
1. Mo Ghile Mear (Our Hero) (3:22) avec Sting
2. Long Black Veil (3:38) avec Mick Jagger
3. The Foggy Dew (5:20) avec Sinéad O'Connor
4. Have I Told You Lately (4:40) avec Van Morrison
5. Changing Your Demeanour (3:16)
6. The Lily of the West (5:10) avec Mark Knopfler
7. Coast of Malabar (6:01) avec Ry Cooder
8. Dunmore Lassies (5:14) avec Ry Cooder
9. Love Is Teasin' (4:36) avec Marianne Faithfull
10. He Moved Through the Fair (4:54) avec Sinéad O'Connor
11. Ferny Hill (3:43)
12. Tennessee Waltz / Tennessee Mazurka (3:58) avec Tom Jones
13. Rocky Road to Dublin (5:06) avec The Rolling Stones

## Musiciens
The Chieftains
- Martin Fay – violon
- Seán Keane – violon
- Kevin Conneff – bodhrán, chant
- Matt Molloy – flûte
- Paddy Moloney – uilleann pipes, sifflet
- Derek Bell – harpe, tiompán, claviers

Autres musiciens
- Colin James (guitare, mandoline); Dominic Miller, Paul Brady, Arty McGlynn, Foggy Little (guitare); Kieran Hanrahan (banjo); Terry Tulley (cornemuse écossaise); Carlos Núñez (gaïta); Brendan Begley, James Keane, Martin O'Connor (accordéon); Steve Cooney (didgeridoo); Wally Minko (piano); James Blennerhassett, Ned Mann (basse acoustique); Joe Csibi, Darryl Jones, Nicky Scott (basse électrique); Noel Eccles, Tommy Igoe, Liam Bradley (batterie); Jean Butler (percussions); Anuna Choir, Brian Masterson, The Rolling Stones (chant plus instrumentation), Van Morrison, Sting, Ry Cooder, Mark Knopfler, Sinéad O'Connor, Phil Coulter, Marianne Faithfull, Tom Jones (chant).